# Província de Nairobi
La província de Nairobi és una dels quaranta-set comptats de Kenya amb una població és de 4,397,073 habitants, segons el cens de 2019. Aquesta província només engloba la superfície de la ciutat de Nairobi, la capital de l'estat. És el tercer comtat més petit però el més poblat, i també esdevé la capital de Kenya.
L'any 2013, l'entitat provincial de Nairobi es va ser efectiva, substituint l'ajuntament de la ciutat, com la unitat d'administració de llarga data des de la pre-independència.
Aquesta entitat consta d'onze subdivisions i vuitanta-cinc districtes electorals. En l'àmbit nacional, Nairobi també envia disset membres del Parlament a les circumscripcions electorals, i una dona representant femení del comtat a l'Assemblea Nacional.
La província és diferent d'altres províncies de Kenya. És la més petita en àrea i és plenament urbana. Té solament una autoritat local, la ciutat i només un districte, el districte de Nairobi. La província de Nairobi té vuit districtes electorals, que segueixen els mateixos límits amb les divisions administratives (que no és el cas en la majoria dels districtes a Kenya). El nom del districte electoral pot diferenciar del nom de la divisió, tal que el districte electoral de Starehe és igual a la divisió central, districte electoral a la divisió de Kibera, districte electoral de Langata i de Kamukunji a la divisió de Pumwani en termes de límits.
El 25 d'agost de 2022 després de les eleccions generals a Kenya, el general Johnson Sakaja va jurar com a quart governador de l provinciia central de Nairobi.